# Atalanta
Atalanta (gr. Ἀταλάντη Atalántē) – w mitologii greckiej piękna uczestniczka łowów kalidońskich, której Meleager przyznał głowę dzika.

## Pochodzenie
Atalanta pojawia się zarówno w mitach arkadyjskich jak i beockich. W zależności też od tradycji jest przedstawiana jako:
- córka Iasosa, syna króla Tegei Likurga i Klimeny, córki orchomeńskiego Minyasa (wersja arkadyjska)
- córka Schojneusa, jednego z synów Atamasa i Temisto (wersja Hezjoda, beocka)
- a u Eurypidesa jako córka Majnalosa[1].

Według arkadyjskiego mitu Iasos ojciec Atalanty chciał mieć tylko synów, rozczarowany narodzeniem się dziewczynki, porzucił ją więc na górze Partenio. Niemowlę wykarmiła niedźwiedzica, zesłana przez boginię Artemidę. Znaleźli ją potem myśliwi, którzy ją przygarnęli i wychowali. Po dojściu do pełnoletniości Atalanta, wzorem swej ulubionej bogini, wędrowała po lasach, polując. Pewnego razu w Kifanta, omdlewając z pragnienia, wezwawszy Artemidę, uderzyła ostrzem dzidy w skałę i natychmiast wypłynęła z niej woda. Atalanta pojawia się też w cyklach opowieściowych. Apollodor wymienia ją wśród Argonautów, jako jedyną kobietę, uczestnika wyprawy i dodaje, że została zraniona podczas walki o złote runo. Niekiedy wymienia się ją też jako uczestniczkę igrzysk pogrzebowych ku czci Peliasa. Miała w nich pokonać w zapasach Peleusa.

## Łowy kalidońskie

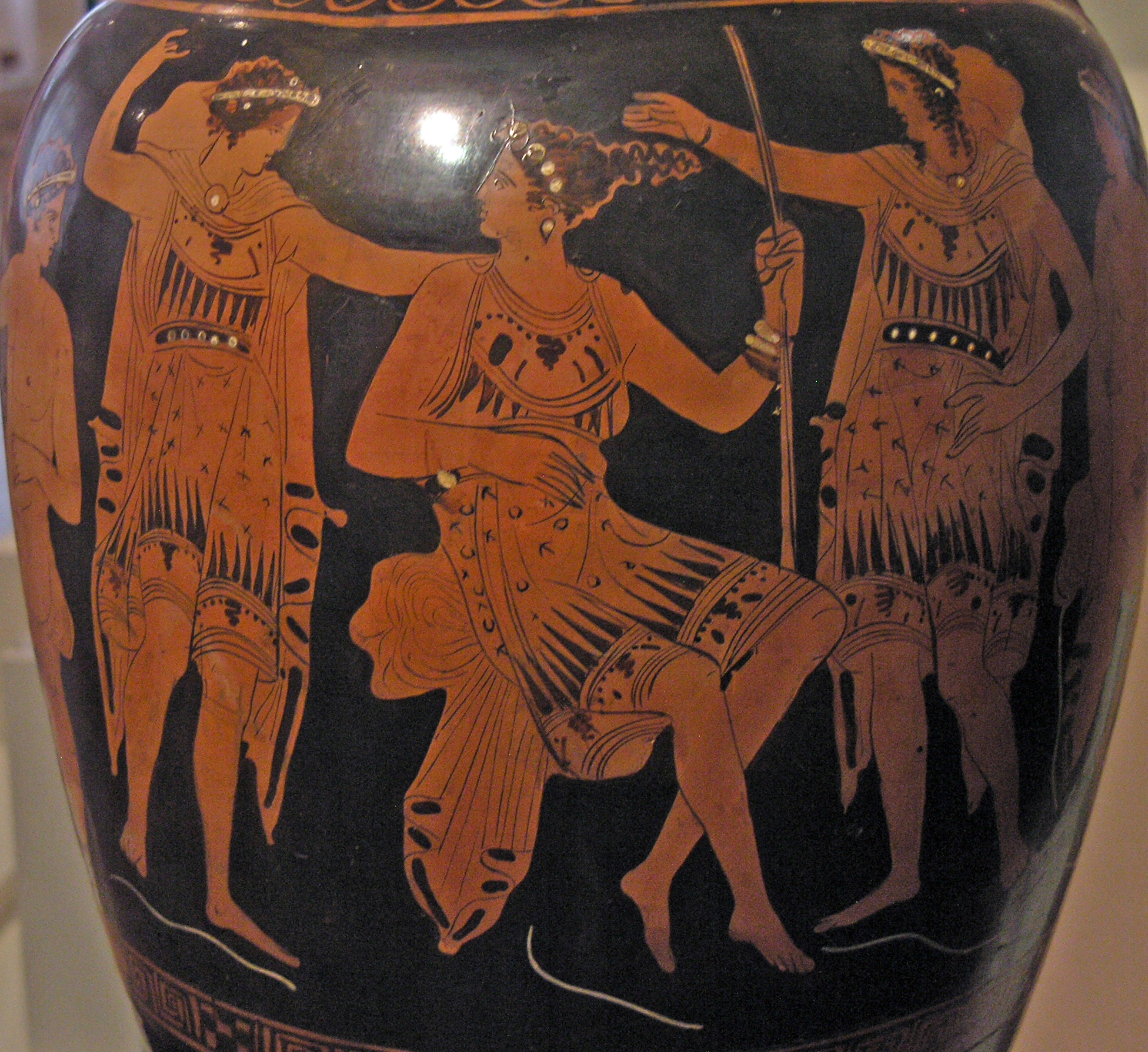
Atalanta pomiędzy Meleagrem i Tydeusem. Amfora z ok. 400-375 p.n.e.

Kiedy król Kalidonu w Etolii Ojneus zapomniał złożyć ofiary Artemidzie, zagniewana bogini zesłała na jego królestwo olbrzymiego dzika, by pustoszył jego ziemie. Król rozesłał heroldów zapraszając najdzielniejszych wojowników na polowanie na dzika i obiecując skórę zwierzęcia temu, kto go zabije. Wraz ze swymi stryjami – Ankajosem i Cefeuszem – przybyła też do Kalidonu Atalanta. Stryjowie nie chcieli się początkowo zgodzić, by ich bratanica wzięła udział w polowaniu. Syn królewski, Meleager, ogłosił jednak w imieniu króla, że jeśli nie zmienią zdania, odwoła w ogóle polowanie. Meleager, chociaż był już wówczas żonaty z Kleopatrą (córką Idasa), zakochał się nagle w Atlancie i starał się jej przypodobać. Jego wujowie, słysząc jak wzdycha Jakże szczęśliwy będzie ten, którego ona poślubi, poczuli antypatię do dziewczyny. Podobno sama Artemida postarała się o to, by wśród myśliwych pojawiły się niesnaski.
Pierwszą krew przelała podczas łowów właśnie Atlanta. Uzbrojona w łuk i strzały, zajęła miejsce na lewym skrzydle tyraliery myśliwych. Kiedy nieco się od nich oddaliła, zaatakowały ją dwa centaury, Hylajos i Rajakos, pragnąc ją zgwałcić po kolei. Gdy biegły ku niej, Atalanta zastrzeliła je z łuku. Po tym wydarzeniu polowała już jednak u boku Meleagra.
Dzik wypłoszony ze strumienia zabił dwóch myśliwych, przewrócił trzeciego, a młodego Nestora zapędził na drzewo. Oszczepy wyrzucone przez Jazona i kilku innych myśliwych chybiły celu. W pewnym momencie Telamon, walczący wspólnie z Peleusem, potknął się i gdy przyjaciel pomagał mu wstać, zaatakował ich dzik. Strzała z łuku wypuszczona przez Atalantę zmusiła go jednak do ucieczki.
Wkrótce potem dzik stratował Ankajosa, a Peleus w zamieszaniu zabił Eurytiona. Wreszcie Meleager przebił rzuconą dzidą prawy bok dzika, a gdy zwierzę zaczęło kręcić się w kółko, próbując wyrwać oszczep, dobił go drugą dzidą. Zdjąwszy skórę z dzika, Meleager ofiarował ją Atalancie, twierdząc, że słusznie się jej ona należy, skoro to ona pierwsza zadała zwierzęciu ranę i gdyby inni jej nie przeszkodzili, niechybnie by go zabiła. Czyn ten wzburzył wujów Meleagra, który doprowadził do rodowej waśni, śmierci dwóch wujów z ręki zakochanego w Atalancie Meleagra, a wreszcie do śmierci samego Meleagra.

## Małżeństwo

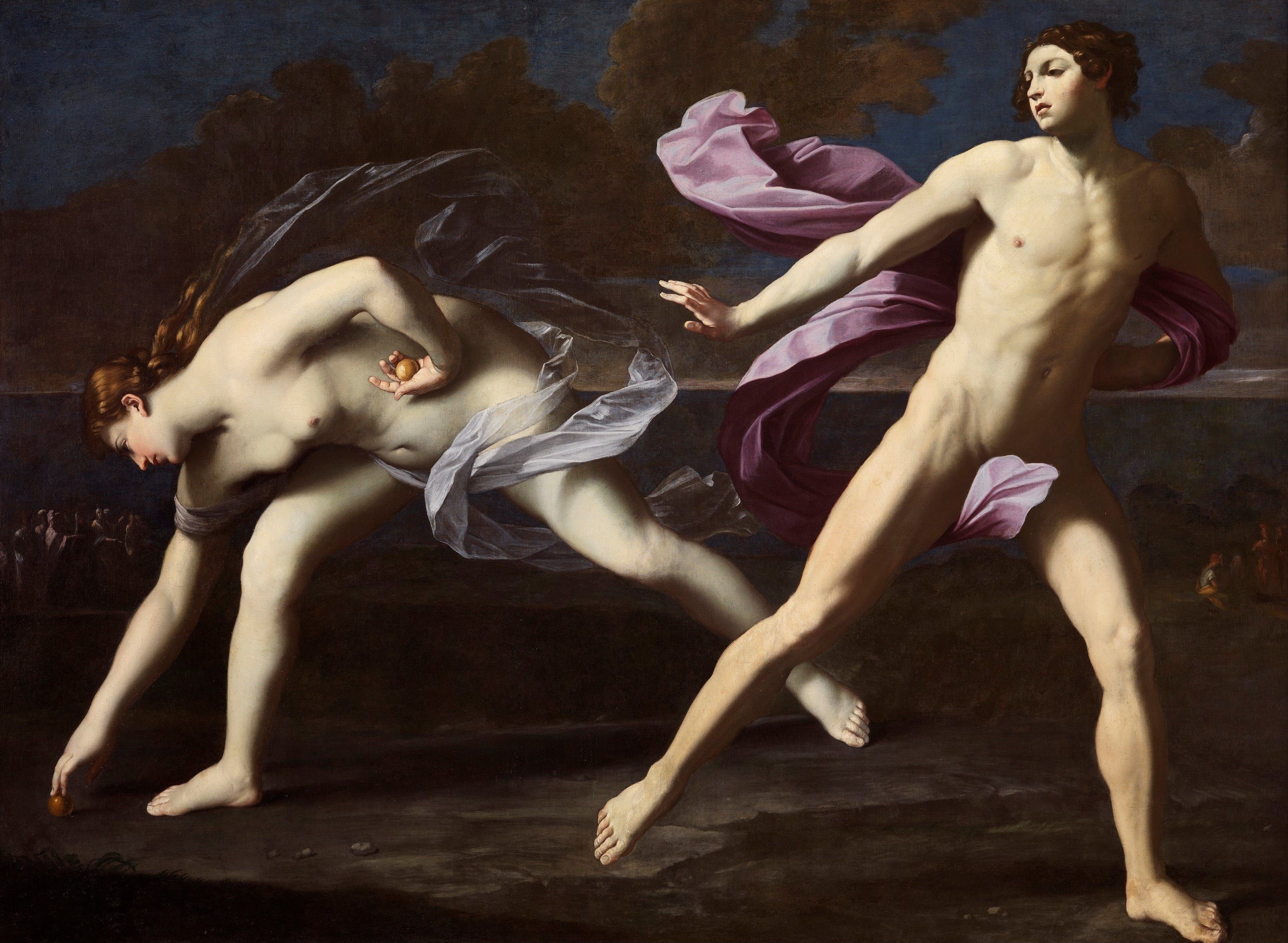
Atalanta i Hippomenes, Guido Reni

Podobno po zwycięstwie Atalanty w łowach kalidońskich Iasos uznał w niej wreszcie swoją córkę i zapragnął ją wydać za mąż. Atalanta jednak nie chciała wyjść za mąż – z wierności Artemidzie lub ponieważ usłyszała przepowiednię, że po ślubie zostanie przemieniona w zwierzę. Oświadczyła więc, że poślubi tylko tego mężczyznę, który pokona ją w biegu. Jeśli natomiast ona zwycięży w biegu, zabije zalotnika. Atalanta była bardzo lekka i biegała nadzwyczaj szybko. Na początku dawała się wyprzedzić konkurentowi, gdy go jednak następnie doganiała przebijała go włócznią trzymaną w ręku. Zdarzyło się pewnego dnia, że zakochał się w niej Melanion, jej kuzyn. Melanion, świadom przewagi dziewczyny, postanowił użyć podstępu. Stawił się na start ze złotymi jabłkami, które otrzymał od Afrodyty z jej ogrodu na Cyprze albo z ogrodu Hesperyd. W czasie biegu, gdy Atalanta go doganiała, młodzieniec rzucał jej pod nogi, jeden po drugim, złote owoce. Atalanta, zaciekawiona lub zakochana w zalotniku i zbyt szczęśliwa, by nie chcieć dać się oszukać, zatrzymywała się, by pozbierać owoce. W ten sposób Melanion zwyciężył i otrzymał obiecaną nagrodę.
Gdy jakiś czas później małżonkowie podczas polowania weszli do świątyni Zeusa i tam oddawali się miłości, zgorszony świętokradztwem bóg zamienił oboje w lwy. Kara miała im uniemożliwić obcowanie z sobą (w starożytności panowało przekonanie, że lwy nie mają ze sobą potomstwa, lecz łączą się z lampartami).
W innej wersji mitu mężem Atalanty został Hippomenes, syn Megareusa i Meropy, a boginią zamieniającą małżonków w lwy była Kybele, która w dodatku wprzęgła ich do swojego rydwanu.
Według tradycji arkadyjskiej Atalanta była matką Partenopajosa, którego porzuciła na górze Partenion. Miała go albo z Meleagrem albo z Melanionem.

## Atalanta w kulturze
W malarstwie nowożytnym szczególnym powodzeniem cieszyły się dwa motywy związane z Atalantą. Wyścig Atalanty z Hippomenesem i łowy kalidońskie. Najsławniejszy obraz na temat wyścigu namalował między 1622 a 1625 Guido Reni (obecnie Museo Nazionale di Capodimonte w Neapolu). Łowy kalidońskie uwieczniali Peter Paul Rubens, Nicolas Poussin, Jacob Jordaens, a w XIX wieku w scenie pejzażowej Jacques-Raymond Brascassat.
W 1736 Georg Friedrich Händel wystawił w Londynie trzyaktową operę zatytułowaną Atalanta, mającą charakter sielanki pasterskiej, osnutej wokół miłości Atalanty do Meleagra z motywem polowania na dzika pod koniec I aktu.
Angielski poeta Algernon Charles Swinburne napisał tragedię Atalanta w Kalidonie. Utwór został opublikowany w 1865. Na język polski dramat ten przełożył Jan Kasprowicz. Tłumaczenie ukazało się we Lwowie w 1907. W 2016 zostało wznowione nakładem wydawnictwa Armoryka.
Atalancie swoją nazwę zawdzięcza klub piłkarski Atalanta BC, w którego herbie znajduje się bohaterka mitologii.